# Jericho (série)
Jericho é uma Série de televisão exibida pela CBS que se concentra na história de uma cidade no Kansas. Em um dia normal, os habitantes de Jericho são surpreendidos por várias explosões nucleares e ficam isolados, sem saber se são os únicos americanos a sobreviver. Eles se unem para sobreviver e reconstruir sua comunidade, enfrentando desafios como escassez de comida e recursos, conflitos internos e ameaças externas, enquanto tentam descobrir o que aconteceu com o resto do mundo e a verdade sobre o apocalipse nuclear.
Jericho teve seu fim decretado pela rede televisiva CBS ao fim de sua primeira temporada sem que fosse feito um final para a trama. Porém, devido ao movimento dos fãs da série, que de diversas formas se manifestaram contra a decisão dos executivos da rede, fazendo inclusive um abaixo assinado, conseguiram que a série fosse renovada, só que na mid season ("meia temporada") com apenas sete episódios.
Segundos os produtores da série, esses sete episódios não foram suficientes para que fosse dado um fim a série, e foram feitos para que os executivos dessem continuidade a Jericho. Devido a isso, a série terminou com algumas histórias em aberto e sem finais felizes característicos de um encerramento.

## Enredo

Cidades atacadas em Jericho(não oficial)

A história se inicia com o regresso do filho pródigo Jake (Skeet Ulrich) à cidade natal tendo que lidar com os problemas com o pai, Johnston Green (Gerald McRaney). Recebido calorosamente por alguns amigos como Stanley (Brad Beyer) não consegue esquecer seu passado em Jericho ao encontrar-se com Emily (Ashley Scott).
Após uma passagem conturbada por Jericho, Jake decide ir embora e se depara com uma enorme nuvem em forma de cogumelo no horizonte. A cidade é afetada de diversas maneiras e sem meios de comunicação que lhes permitam saber o que realmente se passou, Jericho vai ter de aprender a defender-se sozinha.
E foi aqui que, para alguns, a série se perdeu. Os dias e as semanas que se seguiram às bombas deveriam ter sido de desespero e de confusão, de medo da radioatividade e de racionamento de comida, não de festas e celebrações. As consequências da chuva radioativa deviam fazer-se sentir com grande intensidade, mas na série foram quase ignoradas, preferindo afogar as mágoas no bar da esquina. A série perdia rapidamente a sua credibilidade
Mas, felizmente, na segunda metade da temporada a situação mudou. Pode-se compreender o porquê da cidade não ter sofrido tanto com a radioatividade. A escassez de mantimentos e de medicamentos faz-se sentir, e a população começa finalmente a reagir de forma mais natural: o pânico, as disputas e a inveja ganham cada vez mais destaque, e nem os apelos de união parecem fazer-se ouvir. As consequências dos ataques fora da cidade ganham também destaque, com o ataque de milícias armadas, a chegada de sobreviventes e pactos duvidosos com antigos aliados.
Por estes problemas, não é esquecida a história da conspiração em que Hawkins (Lennie James) está envolvido, quem largou as bombas e qual o objetivo. O seu verdadeiro papel na história é esclarecido, desvendando um pouco mais desta trama.

## Elenco
- Skeet Ulrich como Jake Green;
- Gerald McRaney como Prefeito Johnston Green;
- Ashley Scott como Emily Sullivan;
- Pamela Reed como Gail Green;
- Kenneth Mitchell como Eric Green;
- Lennie James como Robert Hawkins;
- Sprague Grayden como Heather Lisinski;
- Michael Gaston como Gray Anderson;
- Erik Knudsen como Dale Turner;
- Brad Beyer como Stanley Richmond;
- Shoshannah Stern como Bonnie Richmond;
- Candace Bailey como Skylar Stevens
- Alicia Coppola como Mimi CLark
- Bob Stephenson como Jimmy
- Richard Speight Jr. como Bill Kohler
- Clare Clarey como Mary Bailey
- Darby Stanchfield como April Green
- April D. Parker como Darcy Hawkins
- Sterling D. Ardrey como Samuel Hawkins
- Jazz Raycole como Allison Hawkins
- Esai Morales como Major Edward Beck
- Emily Rose como Trish
- D. B Sweeney como Goetz
- Daniel Benzali como Valente

## Cancelamento, retorno e cancelamento
A série começou em 2006 e iria terminar ainda na primeira temporada, não fosse o esforço dos fãs que mandaram milhões de cartas e e-mails à CBS. Com isso, a série ganhou uma sobrevida de 7 episódios em 2007. Como a audiência continuou abaixo do que a rede esperava, a série foi cancelada.
Existiram rumores de que a série poderia ser vendida para um canal fechado, já que contava com uma audiência boa para esse segmento.
Em 2009 colocaram uma placa na entrada de Chicago dizendo "Jericho à venda: 6 milhões de órfãos".